# Гексаборид иттербия
Гексаборид иттербия — бинарное неорганическое соединение
иттербия и бора с формулой YbB6,
чёрные кристаллы.

## Получение
- Синтез из чистых веществ:

{\displaystyle {\mathsf {Yb+6B\ {\xrightarrow {T}}\ YbB_{6}}}}
- Восстановление оксида иттербия(III) смесью бора и угля:

{\displaystyle {\mathsf {Yb_{2}O_{3}+12B+3C\ {\xrightarrow {T}}\ 2YbB_{6}+3CO}}}

## Физические свойства
Гексаборид иттербия образует чёрные кристаллы
кубической сингонии,
пространственная группа P m3m,
параметры ячейки a = 0,4144 нм.